# Oslip
Oslip (węg. Oszlop, burg.-chor. Uzlop) – gmina w Austrii, w kraju związkowym Burgenland, w powiecie Eisenstadt-Umgebung. Liczy 1,28 tys. mieszkańców (1 stycznia 2014).